# Jezero (gmina Despotovac)
Jezero (cyr. Језеро) – wieś w Serbii, w okręgu pomorawskim, w gminie Despotovac. W 2011 roku liczyła 366 mieszkańców.